# Доев, Казбек Мурзабекович
Казбек Мурзабекович Доев (15.09.1940 — 28.11.2022) — советский и российский государственный, политический и профсоюзный деятель, народный депутат РСФСР / России (1990—1993), член Совета Республики Верховного совета РСФСР (1990-1993), народный депутат Совета Республик Верховного Совета СССР, член Комитета Совета Республик Верховного Совета СССР по международным делам (1991-1993). Депутат Верховного Совета Северо-Осетинской АССР 11-го созыва (1985-1990) и 12-го созыва (1990-1995). Депутат Орджоникидзевского городского Совета депутатов трудящихся Северо-Осетинской АССР 11-го созыва (1967-1971 гг.). Член КПСС с 1966 года.

## Биография
Родился 15 сентября 1940 года в г. Орджоникидзе Северо-Осетинской АССР в семье выходца из с. Старый Батако - Доева Мурзабека Николаевича (1910-1944), погиб в Великую Отечественную войну в боях за западную Украину в составе 395 стрелковой дивизии, и Цакуловой Серафимы Касполатовны (1921-2012).

### Образование
В 1958 году окончил на золотую медаль среднюю школу №1 с. Гизель.
В 1963 году окончил Ростовский (Ростов-на-Дону) инженерно-строительный институт.
В 1981 году с отличием окончил Ростовскую Высшую партийную школу.
В 1997 году - Академию экономических наук и предпринимательской деятельности России.

### Трудовая деятельность
- 1963 - 1965 гг. - мастер, начальник цеха на Орджоникидзевском заводе железобетонных конструкций (ОЗЖБК) Главсевкавстроя Управления строительной индустрии Министерства строительства РСФСР. В эти же годы был избран председателем Совета молодых специалистов при Северо-Осетинском обкоме ВЛКСМ.
- 1965 - 1971 гг. - первый секретарь Орджоникидзевского горкома ВЛКСМ.
- 1971 - 1980 гг. - заместитель, с 1974 г. - первый заместитель председателя Орджоникидзевского горисполкома.
- 1980 - 1989 гг. - заведующий отделом строительства Северо-Осетинского обкома КПСС.
- 1989 - 1991 гг. - председатель Северо-Осетинского областного совета профсоюзов.
- 1991 - 1994 гг. - заместитель председателя Федерации независимых профсоюзов Российской Федерации (ФНПР).
- 1994 - 1996 гг. - министр экономики и внешнеэкономических связей РСО-Алания.
- 1997 - 2000 гг. - председатель Комитета Республики Северная Осетия-Алания по торговле, курортному делу, туризму и бытовому обслуживанию.

В мае 1966 года избран делегатом XV съезда ВЛКСМ (17-21 мая 1966 год). В мае 1970 избран делегатом XVI съезда ВЛКСМ (26-30 мая 1970 года). В 1967 году избран депутатом Орджоникидзевского городского Совета депутатов трудящихся Северо-Осетинской АССР XI созыва (1967-1971 гг.). В октябре 1968 года был делегатом Торжественного Пленума ЦК ВЛКСМ (Москва, Кремль, 25.10.1968).
Народный депутат РСФСР (1990-1995), член Совета Республики Верховного Совета РФ (1990—1993). Победил во втором туре, набрав 68,8 % голосов избирателей (в первом туре —34,6 %). Участвовал в работе фракций и групп «Суверенитет и равенство», «Коммунисты России», «Советы и местное управление», координатор депутатской группы ФНПР (75 депутатов).
В 1985-1990 гг. был депутатом Верховного Совета Северо-Осетинской АССР одиннадцатого созыва.
В 1990-1995 гг. был депутат Верховного Совета Северо-Осетинской АССР двенадцатого созыва.

### Работа в спортивных организациях на общественных началах
- 1976 - 1990 гг. - председатель Федерации вольной борьбы Северо-Осетинской АССР
- 1979 - 1990 гг. - член Президиума Совета федераций СССР по видам спортивной борьбы
- 1976 - руководитель команды СССР по вольной борьбе на Летних Олимпийских играх 1976 (г. Монреаль, Канада)
- 1980 - руководитель команды СССР по вольной борьбе на Летних Олимпийских играх 1980 (г. Москва, СССР)
- 1982 - председатель Оргкомитета Чемпионата СССР по вольной борьбе 1982 (г. Орджоникидзе, СССР)
- 1983 - член Оргкомитета соревнований по вольной борьбе на летней Спартакиаде народов СССР 1983 (г. Москва, СССР)
- 1983 - член Оргкомитета Чемпионата мира по вольной борьбе 1983 (г. Киев, СССР)
- 1984 - председатель Оргкомитета матча СССР-США по вольной борьбе (г. Орджоникидзе, СССР)
- 1986 - председатель Оргкомитета Чемпионата СССР по вольной борьбе 1986 (г. Орджоникидзе, СССР)
- 1986 - член Оргкомитета по проведению соревнований по вольной борьбе на I Играх доброй воли 1986 (г. Москва, СССР)
- 1990 - председатель Оргкомитета матча СССР-США по вольной борьбе (г. Орджоникидзе, СССР)

## Награды

#### Государственные
- Почётная грамота Управления строительной индустрии Министерства строительства РСФСР (12.08.1964)
- Медаль «За доблестный труд. В ознаменование 100-летия со дня рождения Владимира Ильича Ленина» (03.04.1970).
- Орден «Знак Почёта» (25.08.1971).
- Почётная грамота Верховного Совета Северо-Осетинской АССР (11.09.1990)
- Медаль «В память 850-летия Москвы» (12.09.1998)
- Почётная грамота Парламента Республики Северная Осетия-Алания (03.07.2014)
- Медаль «Во Славу Осетии» (03.07.2017).
- Памятная медаль «Владикавказ – Город воинской славы» (29.10.2018)
- Медаль «Ветеран труда» (28.08.2000)

#### Комсомольские
- Похвальный лист Кировского районного комитета ВЛКСМ г. Ростова (04.01.1962)
- Юбилейный значок ЦК ВЛКСМ «50 лет ВЛКСМ» (29.10.1968)
- Почётная грамота ЦК ВЛКСМ (29.10.1968)
- Значок ЦК ВЛКСМ «За активную работу в комсомоле» (02.10.1968)
- Почётная грамота Северо-Осетинского обкома ВЛКСМ (15.09.1970)
- Почётная грамота Северо-Осетинского обкома ВЛКСМ (28.10.1971)
- Почётная грамота Северо-Осетинского обкома ВЛКСМ (10.11.1971)

#### Профсоюзные
- Почётная грамота Президиума ВЦСПС (18.11.1990)
- Нагрудный знак ФНПР «За активную работу в профсоюзах» (17.09.2010)
- Почётная грамота ФНПР «20 лет образования ФНПР» (17.09.2010)
- Почётная грамота Президиума объединения организаций Профсоюзов РСО-Алания (12.09.2010)
- Почётная грамота ФНПР «25 лет образования ФНПР» (16.09.2015)
- Медаль ФНПР «100 лет профсоюзам России» (05.07.2017)
- Юбилейная медаль «30 лет ФНПР» (19.09.2020)
- Почётная грамота «30 лет ФНПР» (19.09.2020)

#### Иные
- Диплом 1-й степени Ростовского областного комитета по физической культуре и спорту при облисполкоме (23.11.1958)
- Диплом 1-й степени Совета Союза спортивных обществ и организаций Ростовской области (08.04.1962)
- Диплом 1-й степени Совета Союза спортивных обществ и организаций Ростовской области (27.01.1963)
- Диплом 1-й степени Президиума Российского республиканского Совета общества "Спартак" (27.02.1963)
- Почётная грамота Комитета по физической культуре и спорту при Совете министров СССР (12.09.1985)
- Диплом Центрального штаба клуба "Кожаный мяч" (23.08.1977)
- Почётная грамота Центрального Совета Всесоюзной пионерской организации имени В.И. Ленина (19.05.1972)
- Диплом 1-й степени Комитета по физической культуре и спорту при Совете министров РСФСР (22.05.1985)
- Почётная грамота Комитета по физической культуре и спорту при Совете министров СССР (12.09.1985)
- Почётная грамота Комитета по физической культуре и спорту при Совете министров СССР (03.02.1990)

## Семья
Женат, имеет дочь и двоих сыновей.
Жена - Доева (Пхалагова) Ирина Владимировна (1941-2017), уроженка г. Гатчина Ленинградской области, заслуженный врач Северо-Осетинской АССР, врач-отоларинголог высшей категории.